# Skönlitteratur

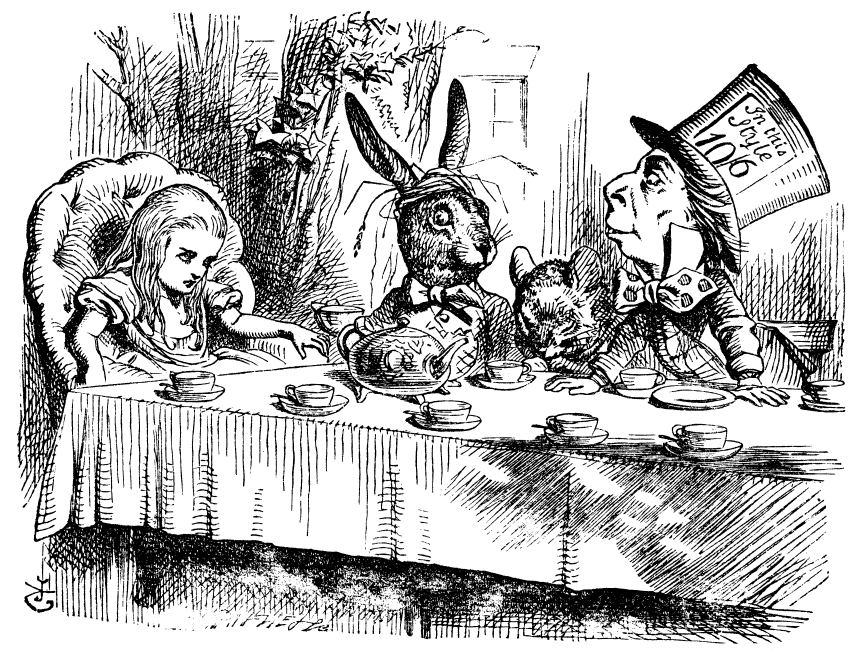
Illustration tillhörande den skönlitterära boken Alice i Underlandet.

Skönlitteratur är en samlingsterm för berättelser och andra texter skrivna med konstnärliga mål. Innehållet kan vara helt fiktivt eller bygga på verkliga händelser. Skönlitterära verk kontrasteras mot facklitteratur och är en av de populäraste kulturformerna. Formen är vanligtvis prosa, men även lyrik, dramatik och essäistik ingår i skönlitteratur.
Det engelska begreppet "fiction" används dels i samma betydelse som svenskans "fiktion", men är också en strikt litteraturvetenskaplig term, och innebär som sådan motsatsen till "non-fiction", "facklitteratur".
I svenska bibliotek klassificeras skönlitteratur under bibliotekssignum H. I det internationellt mest spridda biblioteksklassificeringssystemet, Dewey, sorteras skönlitteratur in under signum 800.

## Skönlitteratur och dess subgenrer
Skönlitteratur är en texttyp som särskiljs från facklitteraturen främst genom behandlingen av verkligheten. Skönlitteraturen kan innehålla verkliga platser, personer eller händelser, men oftare skildras sådant som författaren eller författarna fantiserat ihop. Även formen skiljer sig ofta från facklitteraturens, med frånvaro av källhänvisningar, hög grad av direkt anföring, samt ofta längre textpartier utan förklarande rubriksättning.
I bokhandlar och bibliotek utgör skönlitteratur en betydande andel av de böcker som ställs ut, och delas därför upp i flera undergrupper, baserat på genre, målgrupp eller omfång. Man brukar dela in skönlitteraturen i följande huvudgenrer:
- epik
- lyrik
- dramatik

Alla dessa typer kan senare delas in i flera undergrupper. Till exempel kan epiken delas in i epos, romaner och noveller beroende på berättelsens längd och huruvida den är på vers eller ej, och den kan även delas in olika genrer och stilar. Bredden på kvaliteten är stor; skönlitteratur finns i många former, men gränsen mellan olika subgenrer är mycket flytande och en del författare har skrivit böcker av olika grad av seriositet. Verken bedöms mycket olika från genre till genre. Lyrik recenseras oftare även i dagstidningar i förhållande till sina försäljningssiffror än mer säljande genrer. En av 1900-talets mest populära skönlitterära genrer är deckaren som ibland även kallas kriminalroman eller spänningslitteratur.
På universitetens litteraturvetenskapliga kurser studeras främst skönlitteratur. Skönlitteratur har också egna tidskrifter och egna priser. De flesta nobelpristagare i litteratur har blivit belönade för att ha skrivit skönlitteratur. Texttypen skönlitteratur är spridd över hela världen, dock med olika genrer och subgenrer som företrädare i olika delar av världen.

## Skönlitteraturens element
Till skillnad från enskilda genrer, som utgörs av ett avsevärt mindre omfång av texter, har skönlitteratur nästan inga regler. De som har föreslagits har ett flertal undantag. I det västerländska berättandet är skönlitteraturen exempelvis starkt sammanbunden med den dramatiska strukturen, men det finns verk som frångår denna men som ändå räknas till skönlitteraturen.

### Berättelser
Berättelsen är ett grundläggande element i skönlitteraturen, där sekvenser av påhittade (eller fiktiva) skeenden beskrivs för att åstadkomma en underhållande, övertygande eller informativ effekt. Sekvenserna ordnas ofta så att de bildar en intrig med konflikt mellan olika rollfigurer.
Skönlitteraturens popularitet framför facklitteraturen beror främst på att den är skickligare på att uttrycka alla mänskliga känslor och tankar, därför att den inte har samma krav på sig att "berätta sanningen".